# 莫尔日河 (瓦莱州)
46°12′31″N 7°18′32″E / 46.20858°N 7.30881°E

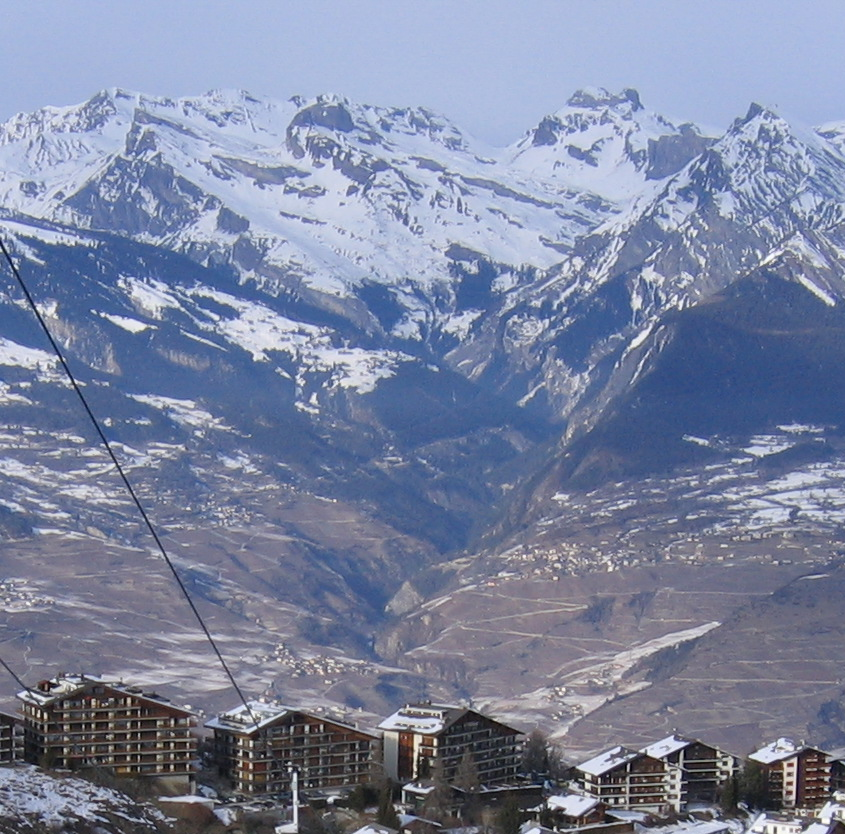

莫爾日河（法語：Morge，法語發音：[mɔʁʒ]）是瑞士的河流，位於該國西南部，流經瓦萊州，屬於羅訥河的支流，河道全長20公里，流域面積80平方公里，河口處在孔泰。